# Żelizna (wieś)
Żelizna – wieś w Polsce położona w województwie lubelskim, w powiecie radzyńskim, w gminie Komarówka Podlaska. Leży przy drodze wojewódzkiej nr 813.
| SIMC    | Nazwa       | Rodzaj    |
| ------- | ----------- | --------- |
| 1024570 | Parcele     | część wsi |
| 0014373 | Sajbudy     | część wsi |
| 0014380 | Starowieś   | część wsi |
| 0014396 | Szmulowizna | część wsi |

Niegdyś istniała gmina Żelizna. W latach 1975–1998 miejscowość administracyjnie należała do województwa bialskopodlaskiego.
Wieś stanowi sołectwo gminy Komarówka Podlaska. Według Narodowego Spisu Powszechnego z roku 2011 wieś liczyła 334 mieszkańców.
Wierni Kościoła rzymskokatolickiego należą do parafii Nawiedzenia Najświętszej Maryi Panny w Kolembrodach.